# 托尔德西洛斯
托尔德西洛斯，是西班牙卡斯蒂利亚-拉曼恰瓜达拉哈拉省的一个市镇。总面积47平方公里，总人口120人（2001年），人口密度3人/平方公里。